# Monumento megalítico do Cerro da Fonte Santa
O Monumento megalítico do Cerro da Fonte Santa é uma estrutura pré-histórica no Município de Castro Verde, na região do Baixo Alentejo, em Portugal.

## Descrição e história
Corresponde a uma construção megalítica de pequenas dimensões, com câmara e corredor, com cerca de 1,5 m no eixo Norte - Sul e cerca de 2,0m no eixo Este - Oeste. Está situado no lado Sudoeste de uma plataforma junto à Ribeira de Maria Delgada, no ponto mais elevado entre os dois cursos de água, e a estrada que liga Castro Verde a Mértola.
A estrutura terá sido construída no período neo-Calcolítico. Foi alvo de trabalhos arqueológicos de levantamento em 1995, no âmbito da Carta Arqueológica de Castro Verde, e em 1998, como parte de um programa para a relocalização das estações arqueológicas e verificação do seu estado de preservação.